# Dishoom
Pour plus de détails, voir Fiche technique et Distribution.
Dishoom (ढिशुम) est un film indien réalisé par Rohit Dhawan, sorti en 2016.

## Synopsis
Une star du cricket disparaît au Moyen-Orient et deux policiers doivent s'associer pour le retrouver avant une finale importante.

## Fiche technique
- Titre : Dishoom
- Titre original : ढिशुम
- Réalisation : Rohit Dhawan
- Scénario : Rohit Dhawan, Tushar Hiranandani et Hussain Dalal (dialogues)
- Musique : Pritam Chakraborty et Abhijit Vaghani
- Photographie : Ayananka Bose
- Montage : Nitin Rokade, Ritesh Soni et Akshay Zine
- Production : Sajid Nadiadwala
- Société de production : Eros International, H Films, Nadiadwala Grandson Entertainment et Twofour54
- Société de distribution : Night Ed Films (France)
- Pays :  Inde
- Genre : Action, aventure et comédie
- Durée : 124 minutes
- Dates de sortie : 
  - Inde : 29 juillet 2016

## Distribution
- John Abraham : Kabir Shergill
- Varun Dhawan : Junaid Ansari
- Jacqueline Fernandez : Ishika
- Akshaye Khanna : Wagah
- Rahul Dev : Altaf
- Saqib Saleem : Viraj Sharma
- Vijay Raaz : Khabri Chacha
- Akshay Kumar : Sameer Gazi
- Rashmi Nigam : Mme. Wagah
- Nargis Fakhri : Samaira Dalal
- Tarun Khanna : Saeed Naqvi
- Parineeti Chopra : Muskaan

## Distinctions
Le film a reçu le prix de public dans la catégorie Meilleur acteur comique lors des International Indian Film Academy Awards.